# 高氯酸汞
高氯酸汞是一种无机化合物，化学式为Hg(ClO4)2，极易溶于水，水溶液为强酸。可溶于二氯甲烷和四氢呋喃，微溶于醇类溶剂。

## 制备
高氯酸汞可以由氧化汞和高氯酸溶液反应得到，反应放热：
HgO + 2 HClO4 → Hg(ClO4)2 + H2O

## 化学性质
高氯酸汞溶液和汞单质反应，可以得到高氯酸亚汞：
Hg(ClO4)2 + Hg → Hg2(ClO4)2
高氯酸汞和氢氧化钠反应，产生氧化汞沉淀：
Hg(ClO4)2 + 2 NaOH → HgO↓ + 2 NaClO4 + H2O